# Иван Маринов Николов
Иван Маринов Николов е български геолог и палеонтолог.

## Биография
Иван Маринов Николов е роден на 11 октомври 1927 г. в село Трудовец, Софийска област в семейството на работници. Средното си образование завършва в град Ботевград през 1946 г. Работи като стругар и шлосер и следва задочно във ВМГИ. Дипломира се през 1954 г. със специалност геология и проучване на полезни изкопаеми. Работи като геолог в различни минни предприятия. През 1960 г. постъпва като старши геолог в Геологическия институт на БАН, като израства до старши научен сътрудник II степен. През 1974 г. преминава на работа в Националния природонаучен музей.
През 1973 г. Иван Николов защитава дисертация върху род en: Hipparion в България.
Иван Николов реставрира и монтира уникалния скелет на Deinotherium от Езерово, Пловдивско в ротондата на Музея по палеонтология и исторична геология на Софийския университет „Свети Климент Охридски“. Участва в уреждането и обогатяването на Музея по палеонтология и исторична геология към Софийския университет.
Научните му интереси са предимно насочени към изследване на фосилните групи на en:Ungulates през неогена. През 1962 г. участва в публикуването заедно с Петър Бакалов на фундаменталния труд от поредицата „Фосилите на България – том X. Терциерни бозайници".  Определя нови за науката таксони.
Иван Маринов Николов умира на 28 октомври 1982 г. в София. 